# Hammacher
Der Familienname Hammacher leitet sich von dem Begriff Sattler ab. Schreibweisen sind Hammacher, Hamacher, Hamaker, Hameker usw.

## Regionale Einordnung
Die älteste Spur des nachweisbaren Namensvorkommens „Hammacher“ führt nach Lennep ins Bergische Land, heute Teil von Remscheid. Außerdem finden sich noch Archivalien im Kölner Stadtarchiv aus der Zeit des 14. Jahrhunderts, den Namen „Hammacher“ oder „Hamacher“ betreffend.
Vom Kölner Raum und dem Bergischen Land verteilt sich, regional gesehen, der Name unter anderem über die Landschaften beiderseits des Niederrheins, aber auch in die Niederlande und nach Belgien. Im ausgehenden Mittelalter finden wir den Namen Hammacher vornehmlich in diesen Gebieten. Ergänzend helfen uns auch etymologische Interpretationen weiter. Der etymologische Namensursprung ist wohl im Mittelalter im Siedlungsgebiet der Franken und Friesen zu suchen.

## Namensentstehung
Der Name „Hammacher“ ist der Gruppe der Familiennamen aus Berufsbezeichnungen zuzuordnen, vornehmlich dem Handwerk der Lederherstellung und -verarbeitung, aber auch der Herstellung von Ausrüstungsgegenständen für die Fischerei usw. Im rheinischen Sprachgebrauch steht der Name „Hammacher“ für „Sattler“.
Etymologisch leitet sich der Name „Hammacher“ oder „Hamacher“ von rheinfränkischen Handwerksbezeichnungen ab, nämlich den „Hamenmachern“. Der Wortstamm „Hamen“ gehört zu „haben“, so es „fangen“ oder „halten“ bedeutet. Im Schwedischen ist „haemta“ gleichbedeutend mit „fangen, nehmen“. Auf Lateinisch heißt die Angel „Hamus“, italienisch „Hammo“, im Französischen findet sich dafür das Wort „Hain“. Das lateinische „Hamus“ bedeutet aber auch „einen Ring, der etwas hält“, so wie in der Landwirtschaft das „Kuhhamen“, ein haltender hölzernen Ring, den man den Kühen um den Hals legt, um sie damit zum Beispiel an der Futterkrippe zu befestigen. Im „Osnabrückischen“ ist Hamm sowohl ein Hamen zum Fischfang als auch das als Zuggeschirr für Pferde bezeichnete Kummet.
Die sprachwissenschaftliche Untersuchung des Namens „Hammacher“ weist auf seine Entstehungszeit ungefähr im 9. Jahrhundert hin.

## Berufsbezeichnung
Handwerker (Sattler), die diese Halsringe vornehmlich für Zugtiere herstellten, waren „Hamenmacher“ oder nachweislich seit dem 15. Jahrhundert im Rheinischen, z. B. in Köln, auch „Hammacher“ genannt (z. B. „Hammacher zu Bergisch Gladbach“ als Berufsbezeichnung eines Einwohners); „Hammacher“ waren demnach Handwerker, die Joche oder Kummete herstellten. Eine weitere Bedeutung weist auf ein „beutelförmiges Netz“, dessen Öffnung an einem Reif mit einem Stiel befestigt ist. Die Jäger bedienten sich bis ins 19. Jahrhundert hinein desselben zum Hühnerfang, weswegen es denn auch „Treibezeug“ genannt wurde; die Fischer benutzten es zum Fischfang. Figürlich wird an einigen Orten im Rheinland ein Klingelbeutel im Diminutiv ein „Hämchen“ oder „Hämlein“ genannt.
Die Bedeutung und die Festlegung der Handwerksbezeichnung „Hammacher“ auf eine bestimmte Tätigkeit lässt  mehrere Interpretationen zu, der oder das Hamen als fachliche Bezeichnung für „Angelhaken“ oder auch für Netzsack. Die Bezeichnung „Hamen“ führt zurück bis ins 9. Jahrhundert. Hamen sind auch Netzsäcke verschiedener Ausmaße und Konstruktionen, die zum Abfiltrieren der Fische aus strömendem oder stehendem Gewässer vom Ufer oder Fischereifahrzeug aus verwendet werden. Ihre Fangöffnungen sind meist durch Rahmen oder Bügel versteift.
Die böhmische Stadt Chomutov ist vermutlich nach dem Handwerk der „Kummetmacher“ (Hamenmacher) benannt. Sowohl das Handwerk für die Ausrüstung zum Fischfang im weiteren Sinne wie auch die Herstellung des Halsjochs für Zugtiere war auch am Niederrhein und in Norddeutschland bekannt. Konkret kann die Handwerker-Berufsbezeichnung „Hammacher“ in der „Ordnung der Weißgerbergilde“ der Stadt Münster in Westfalen nachgewiesen werden (Stadtarchiv Münster – Ratsarchiv - Bestand A XI Nr. 296 – 4b – 1642 bis 1645). Es heißt dort u. a. in der Aufzählung der Zugehörigkeit zur Gilde: „...Riemenschneider, Gürtelmacher, Hammacher“. Hier wird  der Name „Hammacher“ als Berufsbezeichnung für die handwerkliche Lederverarbeitung benutzt. Bestätigt wird diese Praxis der Berufsbezeichnung „Hammacher“ als gebräuchliche Handwerkertätigkeit durch einen weiteren Bestand im Historischen Archiv der Stadt Köln (Bestand U 1/207 – Bestand 216 – Gertrud - ). Es heißt dort u. a. : „Johann von Mundersdorf, Hamacher zu Köln, pachtet von dem Gertrudenkonvente 9 Morgen Land zu Köln auf 12 Jahre gegen einen Pachtzins von 26 Mark. ‚op den neisten dach na sent Remeisz dage’ des hl. Bischofs Johann von Mundersdorf, Hammacher zu Köln ...“. Zumindest für die Gegend des Niederrheins und bis nach Westfalen hinein lässt dies den Schluss zu, dass der Name „Hammacher“ in früherer Zeit sowohl als Familienname als auch als Handwerksbezeichnung üblich war.
Hamen ist aus dem lateinischen hamus entlehnt und bedeutete ursprünglich auch „Haken“. In der Zeit vom 10. bis zum 12. Jahrhundert erweitert sich die Begriffsbestimmung auf „Netz, Haut, Hülle, Kleid“. Mittelhochdeutsch lautet die Bezeichnung ham(e), althochdeutsch hamo und mittelniederdeutsch hame. Eine Verbindung des mittelhochdeutschen hame findet sich in dem Wort Leichnam, der zu dieser Zeit als hame bezeichnet wurde. Eine weitere Bedeutung ist „Kummet“. Das Kummet wird westniederländisch als hame und nordniederländisch (also westfriesisch) als haam bezeichnet. Die diesbezügliche griechische Bedeutung kemós oder kamanos ist gleichbedeutend mit Maulkorb, geflochtener Deckel der Stimmurne, Fischreuse, Mundbinde usw., auch für „Zaumzeug mit Gebiß“. Es wäre eine Ausgangsbedeutung ‚Flechtwerk’ möglich, andererseits ein Zusammenhang mit hemmen zu erwägen. Für Hamen findet sich eine weitere Erklärung in dem niederdeutschen Begriff Kummet oder Kumt, also dem ‚Halsjoch der Zugtiere’; das Kummet oder Kumt ist ostmitteldeutsch (obersorbisch chomot) und ostnorddeutsch und darüber hinaus im Polnischen üblich (chomato). Die Wortentstehung wird in die Zeit vor dem Beginn des 15. Jahrhunderts datiert.

## Schreibweisen
In frühen Zeugnissen des Urkundenwesens, vor allem in alten Kirchenbucheintragungen, finden sich u. a. folgende Schreibweisen:
- Hammacher - Hamacher - Hamachers - Hamaker - Hammecker - Hemecker - Hamecher – und weitere Varianten

## Namensverbreitung
Die Verbreitung des Namens „Hammacher“ findet sich nicht nur in Deutschland, hier vornehmlich im Rheinland (im weitesten Sinne), sondern u. a. auch in den USA, Kanada, den Niederlanden (z. B. Hilversum und Umgebung), Frankreich (vorwiegend im Elsass), Großbritannien, Italien (hauptsächlich Südtirol), Afrika, Brasilien und Australien, um nur die wichtigsten Namensverbreitungen zu „Hammacher“ außerhalb Deutschlands zu nennen. Für die USA sind zwei Schwerpunkte des Namensvorkommens zu erkennen, New York und Los Angeles. In Afrika kommt der Name „Hammacher“ hauptsächlich in Namibia vor.

## Namensträger
- Albert Hammacher (1831–1915), deutscher Kaufmann und Politiker
- Christiane Hammacher (geb. Hammer; * 1939), deutsche Schauspielerin
- Friedrich Hammacher (1824–1904), deutscher Jurist, Reichstagsabgeordneter und Wirtschaftsführer
- Friedrich Karl von Hammacher (1886–1961), Ehrenkommendator des Johanniterordens
- Karl von Hammacher (1852–1936), Landrat im Kreis Ruhrort, Polizeipräsident in Berlin-Schöneberg und Aachen
- Klaus Hammacher (1930–2024), deutscher Philosoph und Hochschullehrer
- Konrad Hammacher (1928–2001), Medizinprofessor für Gynäkologie und Geburtshilfe
- Regina Hammacher (1556–1588), Mitglied des ratsfähigen Standes der Stadt Osnabrück
- Rudolf Hammacher (Bürgermeister) (1528–1594), Bürgermeister von Osnabrück
- Rudolf Hammacher (Schauspieler) (1893–1971), Theaterschauspieler und -regisseur